# Páprád
Páprád è un comune dell'Ungheria di 175 abitanti (dati 2008) situato nella contea di Baranya, regione Transdanubio Meridionale